# 蓬萊米
蓬萊米是現今在臺灣主流食用的雜交種稻米，依時代背景而有不同的定義。現今概稱的蓬萊米，為粳米和籼米的混種。
初始的蓬萊米品種為從九州引進的「中村種」，1921年起由臺北州農務主任平澤龜一郎推廣，並在1926年被命名為「蓬萊米」。
1929年，農事試驗場技師末永仁培植出可以抵抗稻熱病的「臺中65號」，並自1936年起逐漸取代中村種，同樣被稱為蓬萊米。現今的臺灣米大多為臺中65號的後代。

## 由來

### 背景
臺灣種植稻米的歷史可追溯至明鄭時期中國移民大量遷徙來臺，帶來秈稻品種的稻種，而成為秈稻農業區域的一環；此種稻米在日治時期被稱為在來米（即原有的本地秈稻）。在臺灣的環境中，可一年兩收，甚至少部分地域內並可有三熟，長期以來成為銷往中國地區的重要糧食及經濟作物。
但在日治時期，在來米的口感並不合習慣粳米的日本人之口味，必須從日本進口稻米。然而，日本在第一次世界大戰後稻米產量不足，尤其在1918年米騷動之後價格高漲、無法出口，便推動增加臺灣稻米的產量。

### 中村種
1920年，臺北廳農務主任平澤龜一郎發現農事試驗場先前從九州引進的「中村種」在草山適應良好，便推廣種植，並在1921年秋天獲得豐收。1923年起，中村種的種子在竹子湖大量培育。1926年，伊澤多喜男總督在臺灣鐵道飯店召開日本米榖大會，「中村種」被正式命名為「蓬萊米」。
然而，農民在種植蓬萊米時大量施肥，使得土壤中氮含量過高，引發稻熱病，對稻熱病沒有抵抗力的中村種遭遇重大危機。

### 臺中65號
農事試驗場技師末永仁透過雜交「龜治」和「神力」二個品種，於1929年培植出可以抵抗稻熱病的「臺中65號」。「臺中65號」自1936年起大量推廣，逐漸取代中村種，同樣被稱為蓬萊米，現今的臺灣米大多為臺中65號的後代。

## 特點
蓬莱米的外觀，比在來米短而粗，呈椭圆形，米粒較大、黏性強，能適應高溫，肥料反應性高，故在多肥的配合下，產量可比在來米高。但也因如此，蓬萊米的栽種也必須使用大量的肥料。
蓬萊米也是台灣外銷米種中口碑甚好的一種，曾大量輸往日本本土。在台灣，也廣被用來釀啤酒。

## 現代研究
台灣中研院植物暨微生物學研究所特聘研究員邢禹依團隊，於2019年發表論文，經由分析台灣陸稻（俗稱旱稻）的基因，發現日本粳稻能在台灣育種成蓬萊米，是因為山地陸稻的花粉飛到了新育種的粳稻上，產生雜交，才形成蓬萊米品種。

## 相關
- 添壽米
- 越光米